# 入野久彦
入野 久彦（いりの ひさひこ、1980年9月20日 - ）は、島根県江津市出身の元プロ野球選手（捕手）。
現在は読売ジャイアンツの1軍用具係。

## 来歴・人物
江の川高校（現・石見智翠館高等学校）では2年まで投手としてプレーしていた。2年秋には捕手として県大会優勝するが、中国地区大会の準々決勝で敗退。
福岡大学では4年時に卒業した喜田剛に代わって正捕手となる。入団テストを経て、2002年ドラフト7巡目で読売ジャイアンツに入団。しかし、一軍出場がないまま2004年10月7日に戦力外通告を受ける。
トライアウトに向けて練習していたが、前日に新球団である東北楽天ゴールデンイーグルスへの入団が内定し、正式契約。しかし、楽天入団後も二軍の試合でもほとんど出場できず、オフに二度目の戦力外通告を受け引退。
2006年から2015年まで古巣巨人のブルペン捕手を務め、その後用具係を務めている。

## 詳細情報

### 年度別打撃成績
- 一軍公式戦出場なし

### 背番号
- 59 （2003年 - 2005年）
- 128 （2006年 - 2010年）
- 215 （2011年 - 2015年）